# آتلانتا (دلاویر)
آتلانتا (به انگلیسی: Atlanta) یک منطقهٔ مسکونی در ایالات متحده آمریکا است که در شهرستان ساسکس، دلاویر واقع شده‌است. آتلانتا ۱۴٫۹۴ متر بالاتر از سطح دریا واقع شده‌است.